# Université municipale de Nagoya
L'université municipale de Nagoya (名古屋市立大学, Nagoya shiritsu daigaku), abrégé en Meishidai (名市大), est une université publique du Japon. Le principal campus (Kawasumi) se trouve dans l'arrondissement de Mizuho-ku à Nagoya. Trois autres campus (Yamanohata, Tanabe-dori et Kita Chikusa) sont également situés dans la ville. En 2011, l'université est la mieux classée des universités publiques du Japon qui n'est pas une université nationale.